# جامعة دجلة

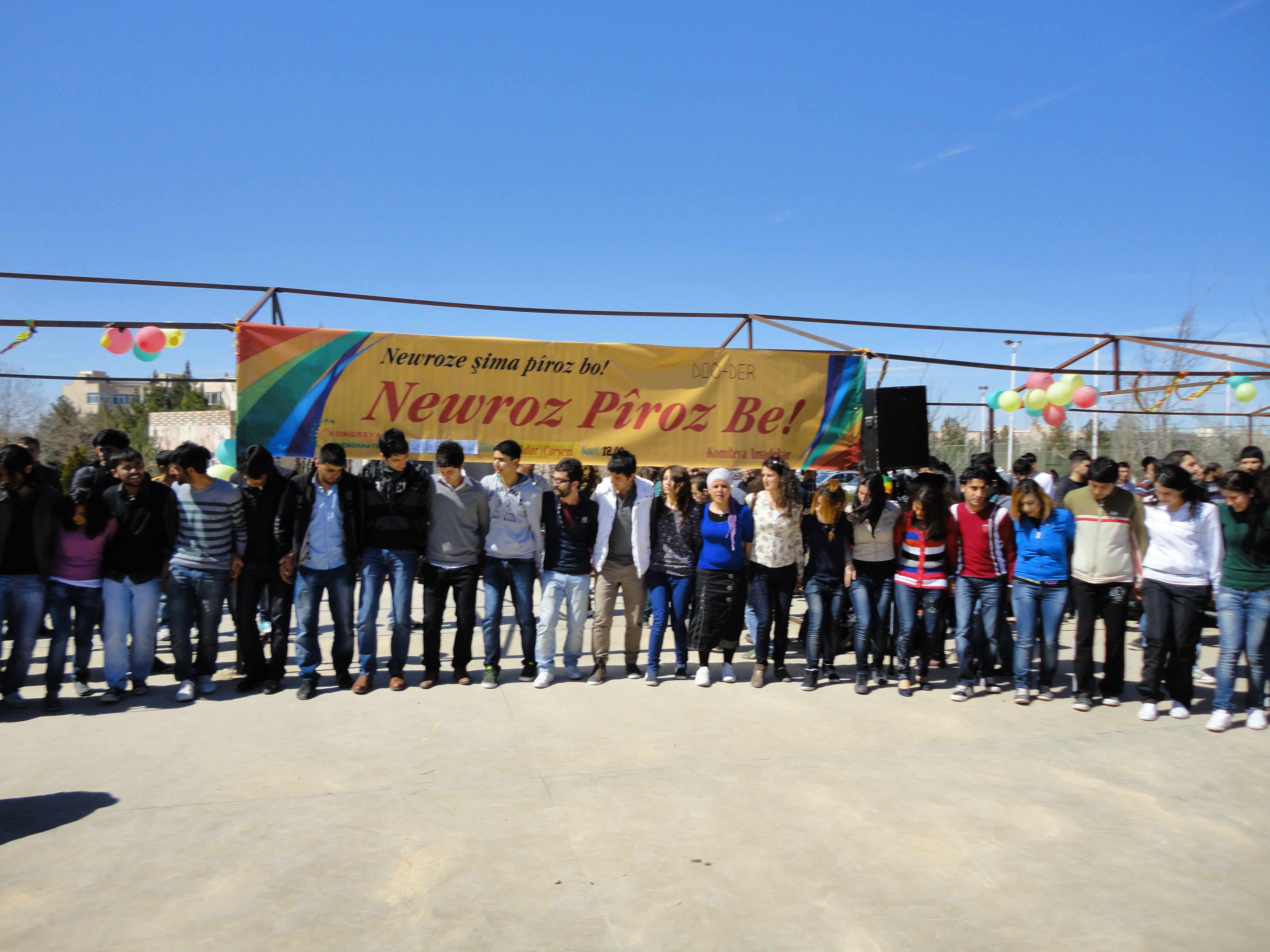
احتفال طلاب جامعة دجلة بالنوروز.

جامعة دجلة هي واحدة من الجامعات الحكومية التركية، وهي تقع في جنوب شرق تركيا بمدينة ديار بكر، حيث كانت في عام 1966 تابعة لكلية الطب في جامعة أنقرة ولكن في عام 1974 افتتحت كلية العلوم وسُميت آنذاك بأسم جامعة دياربكر، ثم في عام 1982 استقلت وسُميت بجامعة دجلة تيمناً بنهر دجلة الذي بُنيت على ضفافه.
واليوم تستقبل أكثر من ثلاثين ألف طالب وطالبة ويشغل الاستاذ د.طالب گول منصب رئيس الجامعة وتضم أكثر من ثلاثة عشر كلية وأكثر من إحدى عشر معهد عالي وعدد من مراكز الابحاث وإلى جانبها مشفى دجلة بمختلف التخصصات، والعديد من المعاهد المهنية والتقنية ومراكز الأبحات الحكومية والمدنية في العديد من المجالات.
أعلنت جامعة دجلة سنة 2015 م أنها ستوفر عدد من المقاعد للطلاب السوريين.

## الكليات والمعاهد العليا

### الكليات
- كلية طب الأسنان.
- كلية الصيدلة.
- كلية الطب.
- كلية الشريعة .
- كلية العلوم.
- كلية الهندسة.
- كلية الهندسة المدنية.
- كلية الهندسة المعمارية.
- كلية الآداب و العلوم الانسانية .
- كلية التربية.
- كلية الحقوق.
- كلية الاقتصاد .
- كلية الإتصالات.
- كلية الزراعة.
- كلية البيطرة.

### المعاهد العليا
- المعهد العالي للتمريض.
- المعهد العالي للغات.
- المعهد العالي للبحوث الجوية.
- المعهد العالي للتربية البدنية.
- المعهد العالي للتعليم المستمر.

## معرض الصور

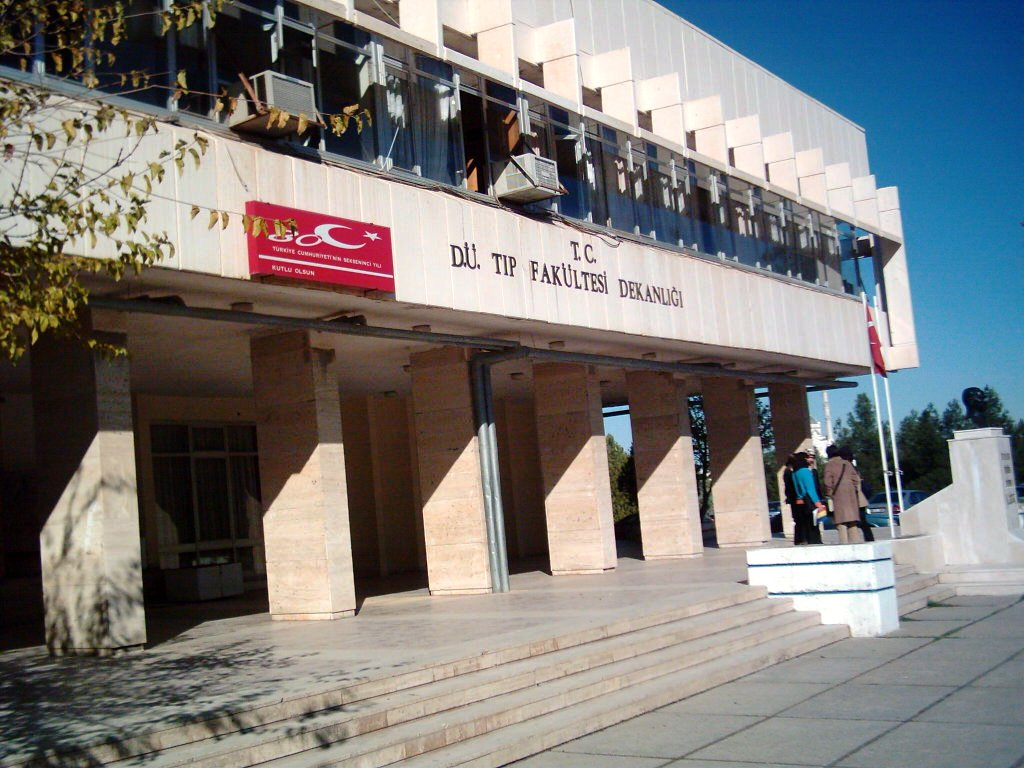
كلية الطب بجامعة دجلة.
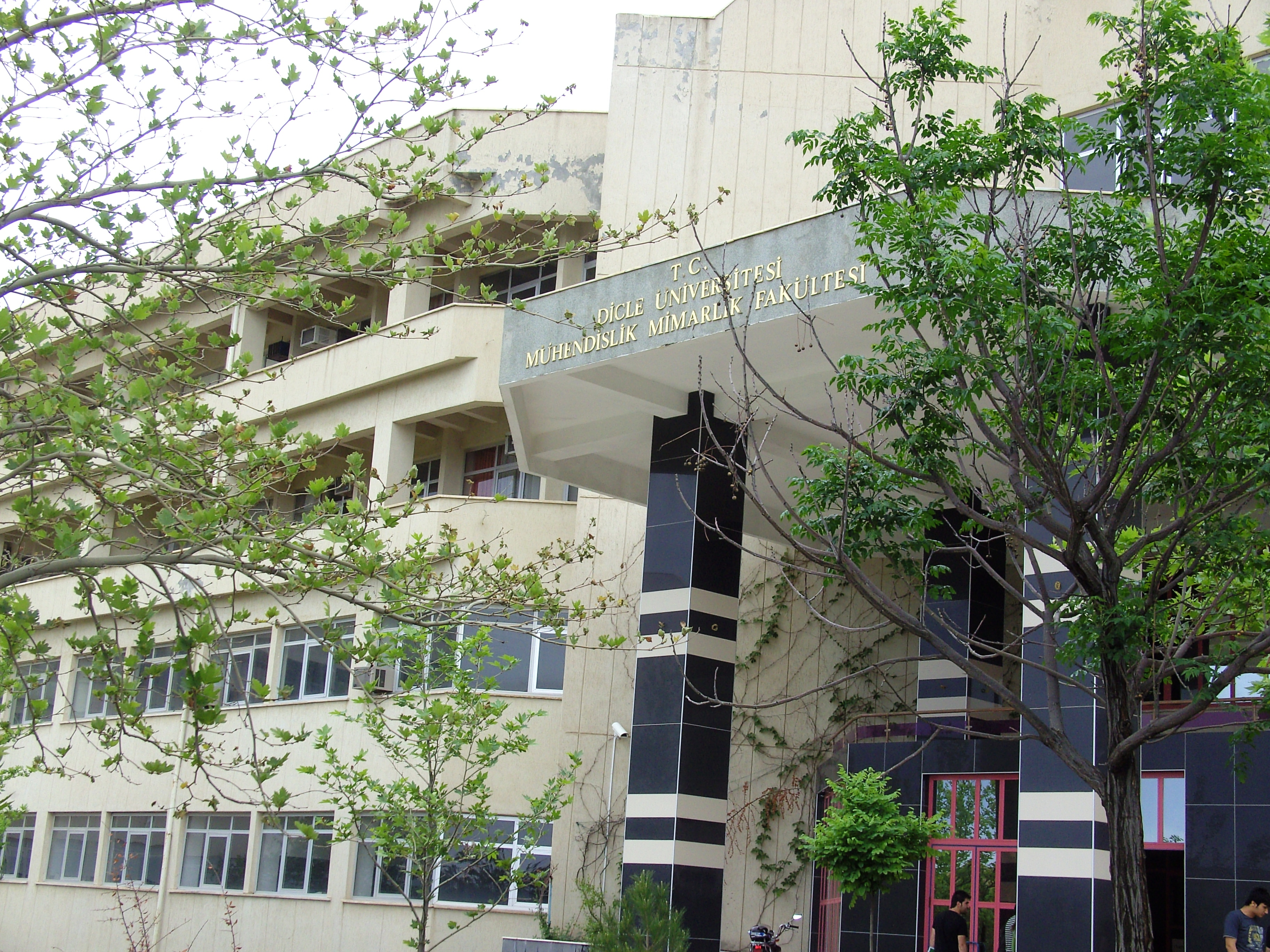
كلية الهندسة المعمارية بجامعة دجلة.
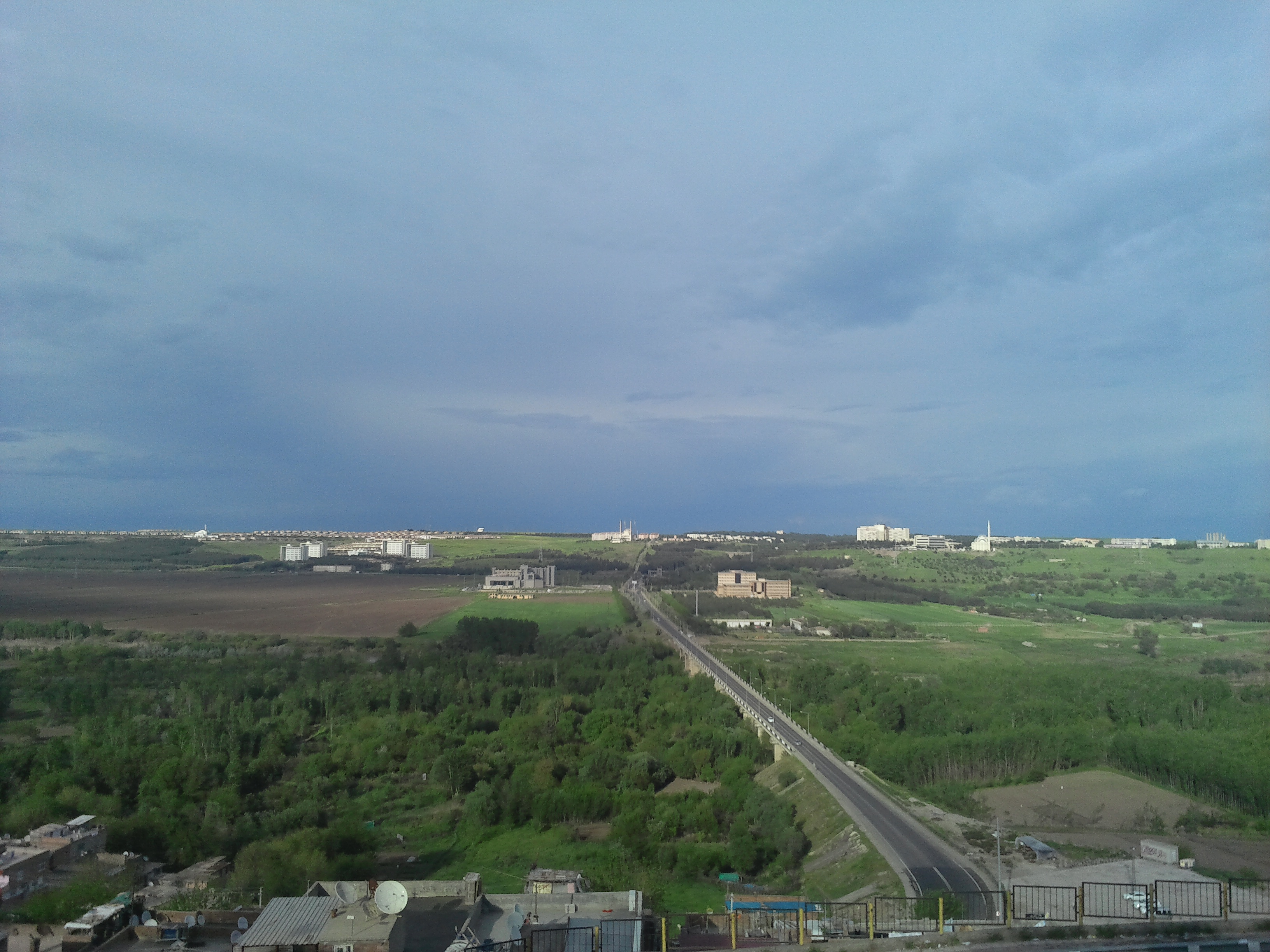
الحرم الجامعي بجامعة دجلة.